# Коктейльна вечірка

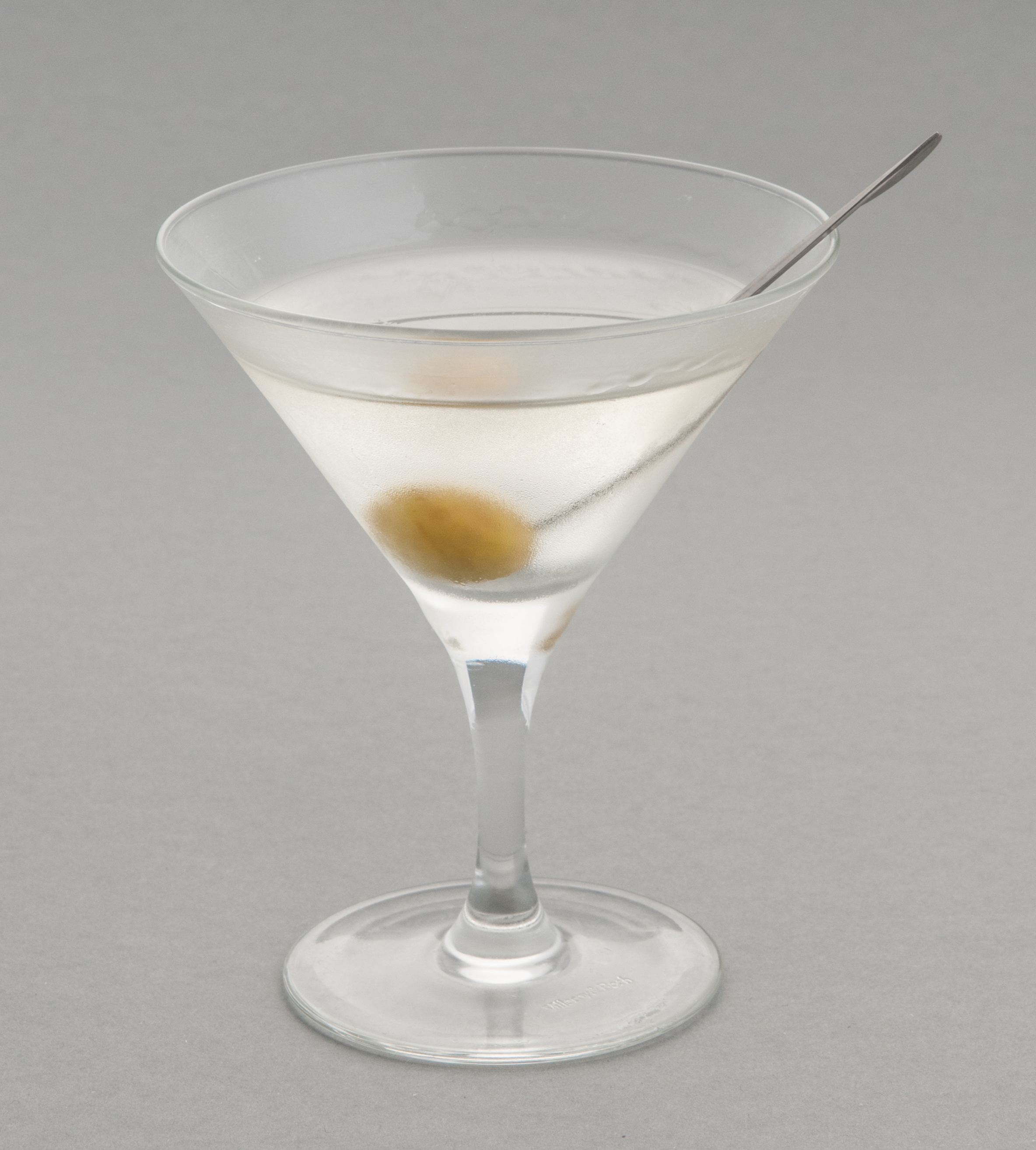
Коктейль «Мартіні»

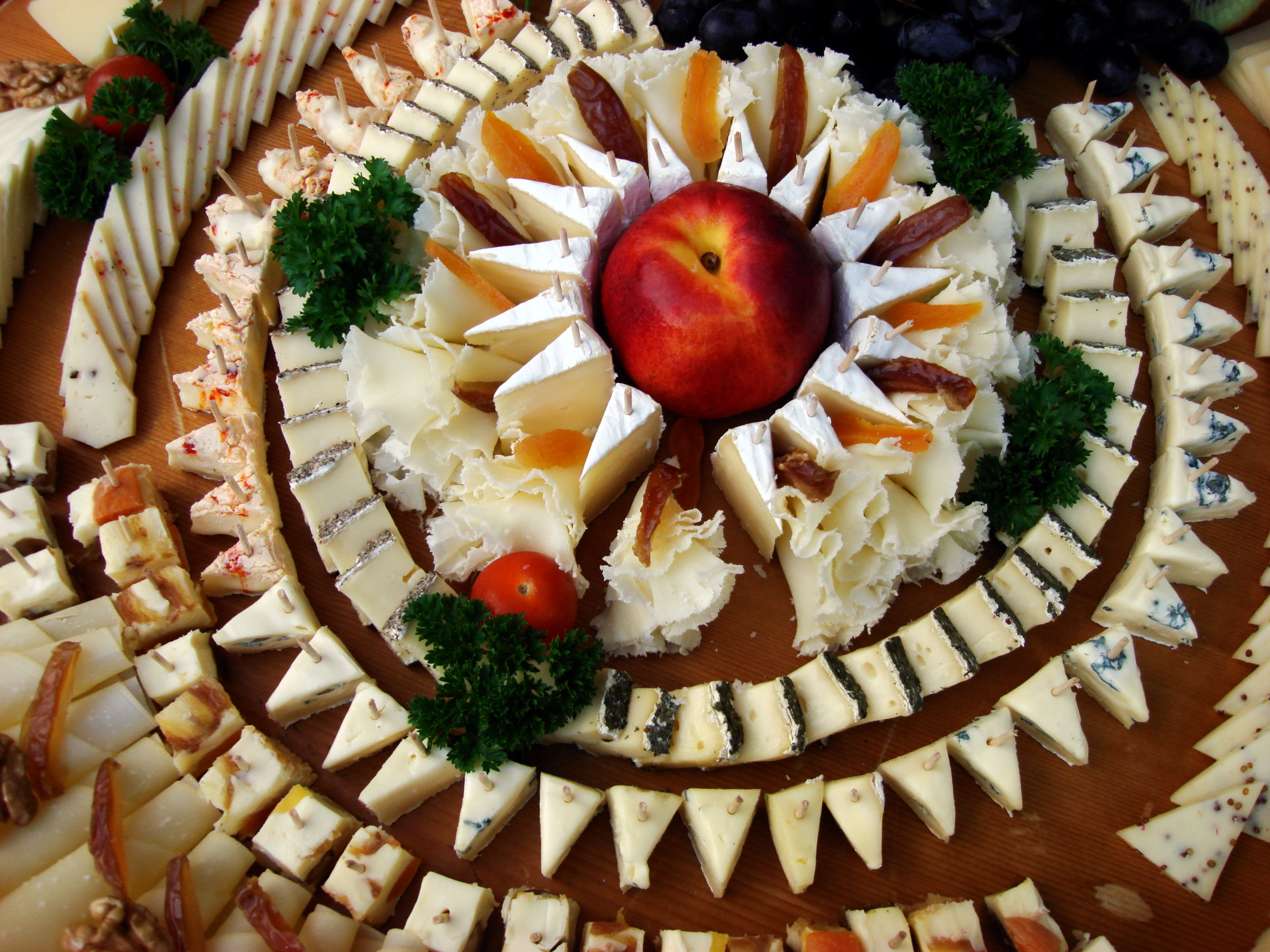
Сирні закуски

Коктейльна вечірка (англ. Cocktail party) - прийом гостей в будинку або в громадському місці (ресторані, галереї тощо) зазвичай протягом двох вечірніх годин, на якому подаються коктейлі, вино та прохолодні напої в супроводі закусок . Будучи американським винаходом, коктейльні вечірки з часом поширилися по всьому світу .
Зазвичай на коктейльних вечірках гості не сидять, а куштують з келихами в руках, як під час фуршету, знайомляться один з одним і беруть участь в світській бесіді під ненав'язливу музику .
Пиво на коктейльних вечірках, як правило, не подається, основними напоями є коктейлі з льодом або без, наприклад, «Мангеттен», «Олд фешен», «Роб Рой », «Космополітен», «Мартіні». Додатково можуть подаватися вино, шампанське та газована мінеральна вода .
Закуски розносяться на підносах або розміщуються на столах . Основне призначення закусок на коктейльних вечірках - «радувати смак, вгамовувати голод до обіду та доповнювати коктейлі» . Закуски можуть бути гарячими і холодними, до класичних холодним відносяться варені креветки з соусом, копчений лосось, чорна ікра, канапки з оливками .
Коктейльні вечірки були придумані в 1920-ті роки за часів сухого закону в США . З його скасуванням в 1933 році завдяки кінематографу їх популярність ще більше збільшилася. Після Другої світової війни коктейльні вечірки вважалися хорошим способом розважити гостей у себе вдома, але в 1960-ті з розвитком контркультури їх популярність знизилася. Починаючи з середини 1980-х коктейль-вечори стали активно використовуватися для святкування різних комерційних починань, відкриття художніх галерей тощо. .